# Isidoro da Castanheira
Isidoro da Castanheira, O. Cist. (Castanheira - ?), foi um monge português.

## Biografia
Pertencente à Ordem de São Bernardo, Frei Isidoro da Castanheira deixou em manuscrito um comentário latino da Filosofia de Aristóteles, que pertencia à Biblioteca do Convento de Alcobaça.